# Bachia geralista
Bachia geralista (жерайська бахія) — вид ящірок родини гімнофтальмових (Gymnophthalmidae). Ендемік Бразилії.

## Поширення і екологія
Жерайські бахії мешкають на плато Планальто-дос-Жерайс, на території муніципалітету Сан-Дезідеріу в штаті Баїя, муніципалітету Жануарія в штаті Мінас-Жерайс та муніципалітету Формозу-ду-Арагуая в штаті Токантінс. Вони живуть в саванах серрадо, серед опалого листя під великими деревами.